# Xu (branche terrestre)
Pour les articles homonymes, voir Xu.
Xu ou Hiu (戌, xū en pinyin) est la onzième branche terrestre du cycle sexagésimal chinois, précédée par you et suivie par hai.
En astrologie chinoise, xu correspond au signe du chien.
Dans la théorie des cinq éléments, xu relève de l'élément terre, et du yáng dans celle du yin et du yáng.
En tant que point cardinal, xu représente une direction de 300° (10 h) par rapport au nord (dans le sens des aiguilles d'une montre).
Le mois (de) xu est le 9e du calendrier lunaire chinois ; et l’heure du xu ou « heure du chien », la période du jour allant de 19 à 21 h.

## Combinaisons dans le calendrier sexagésimal
Dans le cycle sexagésimal chinois, la branche terrestre xu peut s'associer avec les tiges célestes jia, bing, wu, geng et ren pour former les combinaisons :
- jiaxu,
- bingxu,
- wuxu,
- gengxu,
- renxu.